# Saraostus

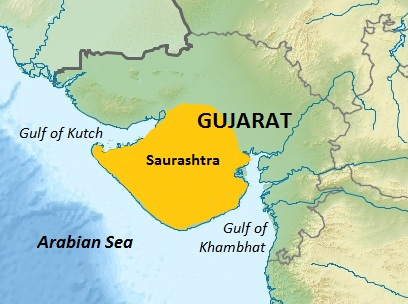
La regione del Saurashtra entro i confini del Gujarat (India).

Saraostus, noto anche come Syrastrene (o Surastrene, corrispondente all'odierno Saurashtra in India), era il nome dato dai Greci alla regione di Saurashtra e a parti del sud-ovest del Gujarat.
(Strabone, Geografia, 11.11.1)
Un'iscrizione dell'imperatore Aśoka (circa 250 a.C.) è stata scoperta su una roccia a Girnar, nei pressi di Junagadh in Saurashtra, a testimonianza che la regione era sotto il controllo dei Maurya, governata dalla capitale imperiale di Pataliputra.
Il nome Surastrene compare anche nel Periplo del Mare Eritreo, una guida geografico-commerciale del I secolo d.C.:
(Periplo del Mare Eritreo, cap. 41)